# Ґаґови-Старі
Ґаґови-Старі (пол. Gagowy Stare) — село в Польщі, у гміні Любень-Куявський Влоцлавського повіту Куявсько-Поморського воєводства.
Населення — 164 особи (2011).
У 1975-1998 роках село належало до Влоцлавського воєводства.

## Демографія
Демографічна структура станом на 31 березня 2011 року:
|          | Загалом | Допрацездатний вік | Працездатний вік | Постпрацездатний вік |
| -------- | ------- | ------------------ | ---------------- | -------------------- |
| Чоловіки | 79      | 19                 | 49               | 11                   |
| Жінки    | 85      | 23                 | 42               | 20                   |
| Разом    | 164     | 42                 | 91               | 31                   |